# Prague Biennale Photo

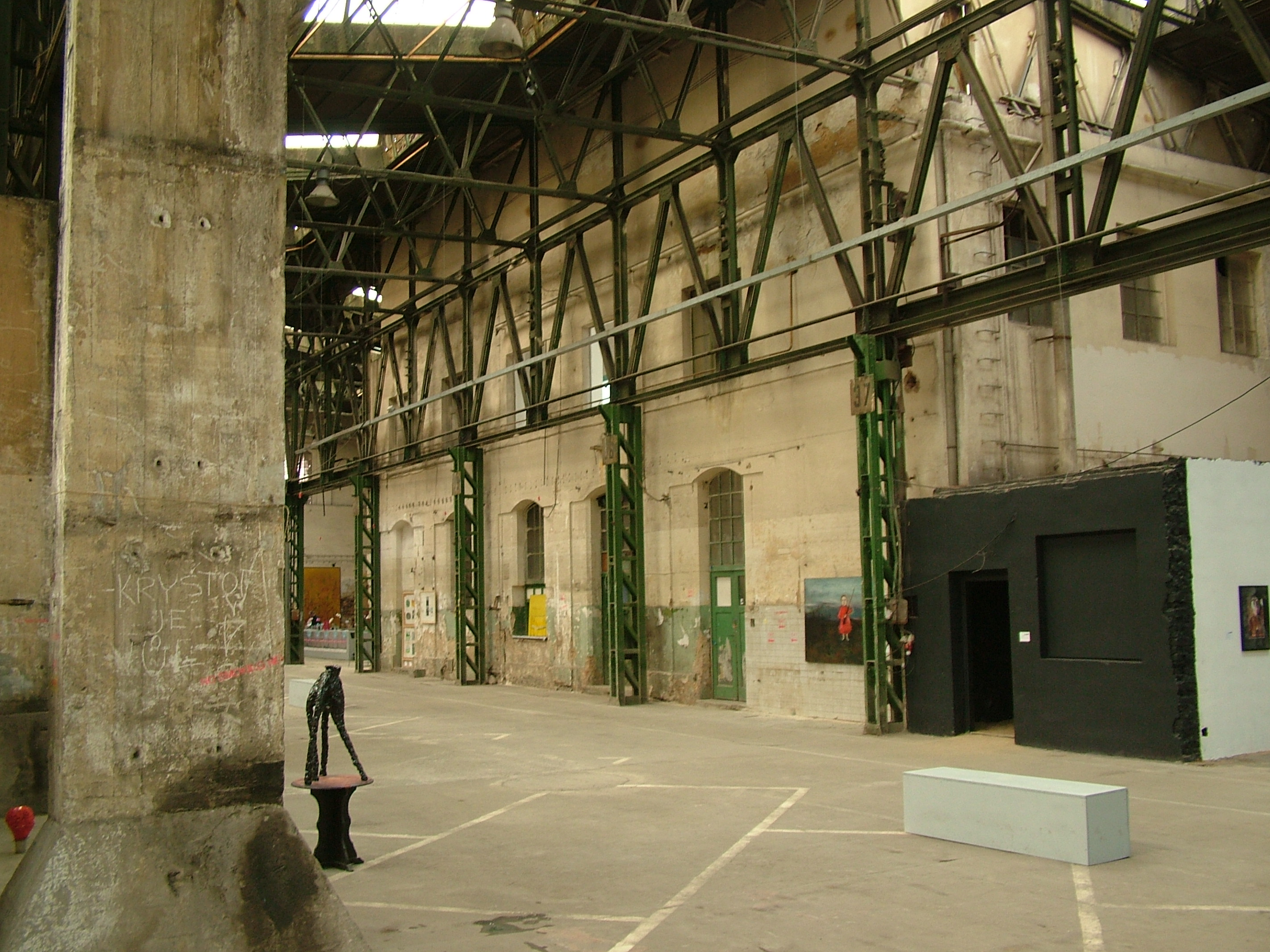
Výstava Biennale Photo 2009 v Karlínské hale

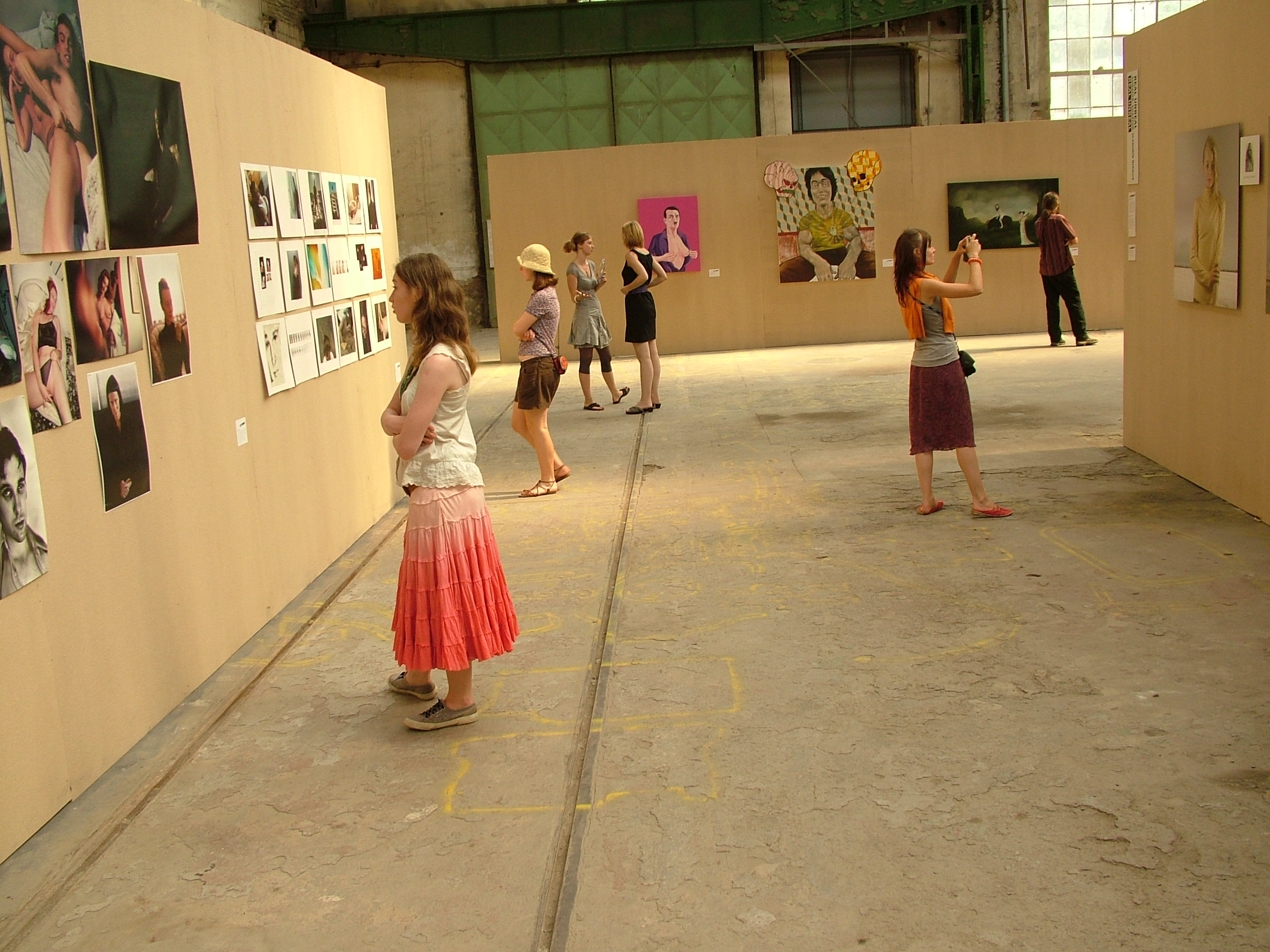
Prague Biennale Photo 2009

Prague Biennale Photo je festival fotografie a fotografická součást výstavy Prague Biennale, která se koná v Praze. Buď v pražském Karlíně nebo v Modřanech.

## Ročník 2011
Termín konání (červen – září)
Tento ročník se nekonal v Karlínské hale, ale v bývalé administrativní budově Microna v pražských Modřanech a skládal se ze dvou částí. Hlavním projektem byla sekce Romantický konstrukt s pracemi 15 autorů z 5 zemí (vizuální obrazy romanticky pojaté krajiny nebo domova s nádechem sentimentu nebo dekadence). Doplňující sekce Inside-Outside byla věnovaná současné polské fotografické scéně.

## Ročník 2009
První ročník se uskutečnil v roce 2009. Expozice se dělila na několik částí s různými kurátory.
Celek Nový život, nový dokument obsahoval novou dokumentární fotografii ve střední Evropě. Kurátoři této části byli Tomáš Pospěch a Vladimír Birgus. Za Českou republiku se zúčastnili fotografky a fotografové Kateřina Držková a Barbora Kleinhamplová; Adam Holý; Hana Jakrlová; Jan Vaca. Z Polska vystavovali svá díla Mariusz Forecki; Grzegorz Klatka; Rafał Milach; Agnieszka Rayss a Urszula Tarasiewicz.
Ze Slovenska Martin Kollár a Jozef Ondzik. Z Maďarska Krisztina Erdei; Mátyás Misetics a Péter Szabó Pettendi.
Dalším celkem byla Nová Slovenská fotografia, kterou zaštítili kurátoři Lucia L. Fišerová a Václav Macek. Svá díla vystavovali Andrej Balco; Petra Bošanská; Petra Cepková; Radovan Čerevka; Juraj Chlpík; The Dudas Brothers; Jana Ilková; Šymon Kliman; Martin Kollár; Dalibor Krupka; Marek Kvetan; Pavel Maria Smejkal a Viktor Szemzö.
Předposledním celkem byl Real unreal, kde kurátor Vladimír Birgus představil soubory autorů jako Barbora Bálková; Tereza Vlčková; Barbora Žůrková a Radim Žůrek.
Poslední celek nesl název To nejnovější z New Yorku s podtitulem Young photographers from the Big Apple. Ten zaštítili kurátoři Lina Bertucciová a Michael Mckinney. Umělci: Michele Abeles; Thomas Bangsted; Alison Brady; Catherine Czacki; Elleser Galleta; Liz Magic Laser; Leigh Ledare; Ryan Pfluger; Paul Salveson; Allison Sexton.